# Шарипов, Далерджон
Далерджон Шарипов (15 октября 1982) — таджикский футболист, защитник и полузащитник.

## Биография
Выступал в различных клубах высшей лиги Таджикистана, в том числе в душанбинских ЦСКА и «Энергетике», «Худжанде», вахдатском «Хайре». В начале 2013 года перешёл в «Парвоз», в первой половине 2014 года играл за «Вахш». Летом 2014 вернулся в «Хайр», в его составе в том же сезоне стал серебряным призёром чемпионата.